# Mitani
Mitani fue el nombre de un antiguo reino ubicado en el norte de la actual Siria, también conocido como Naharina. Se puede considerar que el reino Mitani existe desde antes del 1500 a. C.
Como concepto geográfico, este nombre se utilizó más adelante para designar también a la región comprendida entre el río Jabur y el río Éufrates en la época neoasiria. El nombre Mitani se habría conservado entre los kurdos (la tribu Motikan) que habitan justo los mismos territorios que el antiguo reino. Mitani fue un Estado dirigido por una aristocracia militar que llegó a la zona hacia 1800 a. C. o 1700 a. C. y que adquirió una gran importancia en torno al siglo XVII a. C., debido a su privilegiada situación a orillas del río Orontes y entre los imperios asirio, egipcio e hitita. Este reino habría sido conquistado por Asiria, quedando anexionado en 1270 a. C. y convertido en el virreinado o provincia de Hanigalbat. 
Mitani se extendía desde Nuzi, cerca de Kirkuk, y el río Tigris en el este, hasta Alepo y Siria en el oeste. Su centro estaba en el valle del Jabur, con dos capitales: Taidu o Taite y Wassugani (denominada en las fuentes asirias Ushshukana), que aún no ha sido localizada con total seguridad, y por lo tanto no ha sido excavada. Toda su superficie permitía la agricultura sin necesidad de irrigación artificial. Su clima era muy parecido al asirio y estaba poblado por indígenas hurritas y otras gentes que hablaban el lenguaje de los amorreos (Amurru).
Los hurritas se encontraban en la región a partir de finales del III milenio a. C. Un rey de Urkesh con nombre hurrita, Tupkish, fue encontrado en un sello de arcilla datado en c. 2300 a. C. en Tell Mozan. La primera inscripción registrada de su lengua es de Tish-atal (Circa del siglo XXI a. C), rey de Urkesh. Más tarde, los hurritas constituyeron la principal población de Mitanni, que fue conocida por primera vez como Ḫabigalbat, en Babilonia, en dos textos de finales del Período antiguo de Babilonia, durante el reinado de Ammi-Saduqa, (c. 1646-1626 a. C.), en cronología media.
Al parecer, el astrónomo y relojero oficial egipcio Amenemhet (Amen-hemet) ordenó escribir en su tumba que regresaba del "país extranjero llamado Mtn (Mi-ti-ni)," pero Alexandra von Lieven (2016) y Eva von Dassow (2022) consideran que la expedición a Mitanni pudo tener lugar en el reinado del faraón Ahmose I (c. 1550-1525 a. C.), en realidad por el padre de Amenemhet. Durante el reinado del faraón Tutmosis I (1506-1493 a. C.), los nombres Mitanni y Naharin se encuentran entre las reminiscencias de varios de los oficiales del faraón. Uno de ellos, Ahmose si-Abina, escribió: "...Su Majestad llegó a Naharin...". Otro, Ahmose pa-Nekhbit, escribió: "...cuando capturé para él en la tierra de Naharin...".
Después de la Batalla de Megido, un oficial del faraón Tutmosis III (1479-1425 a. C.), en el año regio 22 del faraón, informó: "Ese [desdichado] enemigo de Cades ha venido y ha entrado en Meguido. Está [allí] en este momento. Ha reunido con él a los príncipes de [todos] los países extranjeros [que habían sido] leales a Egipto, así como (aquellos) hasta Naharin y M[itanni], los de Hurru, los de Kode, sus caballos, sus ejércitos." En varias campañas militares posteriores los Anales de Tutmosis III mencionan a Naharin, en particular las de sus años de regencia 33, 35 y 42. Después de esa época, se dispone de más registros de fuentes locales hasta el final del imperio a mediados del siglo XIII a. C..
El Imperio Mitanni era una fuerte potencia regional limitada por los hititas al norte, los egipcios al oeste, los casitas al sur, y más tarde por los asirios al este. En su máxima extensión Mitanni se extendía tan al oeste como Kizzuwatna por los Montes Tauro, Tunip en el sur, Arraphe en el este, y al norte hasta el lago Van.> Su esfera de influencia se muestra en los topónimos hurritas, nombres personales y la difusión a través de Siria y el Levante de un tipo de cerámica distinta, loza Nuzi.

## Etimología
Mitani fue probablemente un término nativo del país. Los hititas llamaban al país Hurri o Jurri y en un texto de Mursili I (siglo XVI a. C.) se cita a un "rey de los hurritas". Los asirio-acadios lo citan como Hanigalbat (Janigalbat) y los asirios no usaron el nombre de Mitani hasta una época en la que el reino ya no existía (indicando entonces un término geográfico y no político). Los egipcios lo citan como Naharina (en asirio-acadio quiere decir "río"). Mitani es mencionado por primera vez en las fuentes egipcias hacia 1480 a. C. en las memorias de un oficial egipcio llamado Amememhet, que sirvió a Amenhotep I (en torno al 1525-1504 a. C.) y tal vez a sus dos sucesores.

## Historia

### Orígenes
La etnia u origen de los mitanianos es difícil de discernir. Un tratado sobre el entrenamiento de caballos de carros de guerra de Kikkuli contiene un buen número de glosas de origen indoario. Kammenhuber (1968) conjeturó que este vocabulario derivaría de una lengua cercana al protoindoiranio aunque Mayrhofer (1974) demostró que presentaba características específicamente indoarias.
Los nombres de la aristocracia de Mitani frecuentemente son de origen indoario, pero son los nombres de sus deidades los que traslucen raíces léxicas indoarias (asocidas a nombres como Mitra, Varuna, Indra, Nasatya), aunque algunos piensan que estos nombres podrían estar relacionados con la influencia de los casitas (kašku). La lengua común del pueblo era el idioma hurrita, que no es una lengua indoeuropea ni semítica pero que muestra características tipológicas de las lenguas caucásicas nororientales. De hecho algunos lingüistas han conjeturado un parentesco con estas lenguas (ver hipótesis alarodiana). Lo único seguro es que el hurrita está filogenéticamente emparentado con el urartiano, formando la familia hurrito-urartiana. Un pasaje en hurrita en las cartas de Amarna —que usualmente están escritas en acadio, la lingua franca de ese tiempo— señala que la familia real de Mitani también solía hablar hurrita.

### Primeras menciones
Desde tiempos de los acadios, los hurritas vivían al este del río Tigris, en la zona septentrional de Mesopotamia y en el valle del Jabur. Se los menciona en los textos encontrados en Nuzi, en Ugarit y en los archivos hititas de Hattusa. Textos cuneiformes de Mari mencionan gobernantes de ciudades-estado del norte de Mesopotamia con nombres en amorita (amurru) y hurrita.
Se cree que las tribus enemigas hurritas y las ciudades-estado se unieron bajo una sola dinastía, gobernada por una élite indoeuropea, tras el colapso de Babilonia debido al saqueo hitita de Mursili I en 1595 a. C. y la invasión de los casitas. La conquista hitita de Alepo, la debilidad de los reyes asirios del momento y las luchas internas de los hititas crearon un vacío de poder en el norte de Mesopotamia. Esto llevó a la creación del reino de Mitani. Los nombres indoarios se reflejan sobre todo en la onomástica de los reyes y de los dioses mitanios. Por otra parte, el componente hurrita fue el transmisor de la vieja cultura sumeria.
La primera mención escrita de Mitani o Janigalbat figura en la versión acadia de los textos hititas de Bogazköy, correspondientes al reinado de Hattusili I. Khanigalbat y Mitani se usan indistintamente, aunque el primer término es más antiguo. Asimismo, Jurri y Mitani son términos estrechamente relacionados, pues corresponden a territorios vecinos de la misma comunidad lingüística, habitualmente gobernados por el mismo monarca. Sin embargo, geográficamente, Hurri se corresponde con la Alta Siria, entre el Cáucaso y el lago Van, mientras que Janigalbat está en la Alta Mesopotamia, al sur y sureste de la anterior, entre los ríos Tigris y Éufrates.

### Organización del Estado

Mapa del Cercano Oriente ca. 1400 a. C. mostrando el reino de Mitani en su apogeo, repartido en las modernas Siria y Turquía

La idea que se tiene de la historia de Mitani es forzosamente vaga, porque se dispone de pocos datos, y además proceden del exterior, principalmente las cartas de Amarna y las introducciones históricas de varios tratados hititas hallados en Bogazköy. El Estado de Mitani llegó a adquirir una importancia capital en torno al 1600 a. C. debido a su privilegiada situación entre los imperios asirio, egipcio e hitita. Alcanzó su máximo poder en el siglo XV a. C. expandiéndose al sudoeste hacia Siria, donde logró contener a Egipto, hasta ser sustituido por Hatti como potencia dominante en el siglo XIV a. C.
Contando con un ejército que introdujo mejoras determinantes como los carros de guerra y una potente caballería, la maquinaria bélica de Mitani infligió varias duras derrotas al inmenso Egipto faraónico y llegó a invadir Asiria (hecho que aún los historiadores no se explican dado el potencial bélico del imperio semita).
Mitani no conseguiría mantener su territorio a salvo de conquistas. Por un lado, el territorio entre el alto Éufrates y el Tigris había sido objetivo de la expansión hitita desde los tiempos de Hattusili I. Por otro lado, tras las derrotas de los hicsos, los faraones egipcios trataron de reconquistar los territorios de Retenu que una vez poseyeron en el norte de Siria. El auge hitita y los conflictos dinásticos de Mitani debilitaron el reino, siendo finalmente subyugado por una resurgida y de nuevo poderosa Asiria, tan solo 230 años después de su surgimiento. Dejaron un valioso legado, destacando su innovadora organización administrativa y un refinado arte con Influencias diversas, tanto asirias como semitas y egipcias. 

## Gobernantes de Mitani
- Kirta (1500 a. C.-1490 a. C.)
- Shuttarna I, hijo de Kirta (1490-1470 a. C.)
- Barattarna, P/Barat(t)ama (1470-1450 a. C.)
- Parsha(ta)tar (1450-1440 a. C.)
- Shaushtatar (hijo de Parsha[ta]tar) (1440-1410 a. C.)
- Artatama I (1410-1400 a. C.)
- Shuttarna II (1400-1385 a. C.)
- Artashumara (1385-1380 a. C.)
- Tushratta (1380-1350 a. C.)
- Artatama II, hermano de Tushratta y apoyado por los hititas (1350 a. C.)
- Shuttarna III, usurpador hijo de Artatama, apoyado por los asirios (1350 a. C.)
- Shattiwaza, hijo o hermano de Tushratta (1350-1320 a. C.)
- Shattuara I (1320-1300 a. C.)
- Wasashatta, hijo de Shattuara (1300-1280 a. C.)
- Shattuara II, hijo o sobrino de Wasashatta (1280-1270 a. C.), derrotado por Salmanasar I.

## Excavaciones
- Nuzi, excavado por una expedición estadounidense bajo la dirección de R. F. S. Starr, en los años treinta.
- Tell Fecheriye.
- Tell Rimah (Sindjar).
- Tell Sabi Abyad, excavada en la actualidad por un equipo neerlandés.
- Kemune